# Philip Milanov
Philip Milanov (Bruges, 6. srpnja 1991.) belgijski je atletičar, natjecatelj u bacanju diska, bugarskoga podrijetla. Osvajač je europskog i svjetskog srebra te zlata na Ljetnoj univerzijadi 2015. Višestruki je belgijski državni prvak i držač državnog rekorda u bacanju diska.

## Športska karijera
Otac Emil Milanov, koji je ujedno i njegov trener i savjetnik, rođeni je Bugar koji se u Belgiju doselio 1989. godine. Philip je već u djetinjstvu pokazao zanimanje za bavljenje atletikom, posebice bacačkim disciplinama. Od osnovne škole počeo je trenirati atletiku bacajući vortexe i loptice koje je prelaskom u juniorsku konkurenciju zamijenio diskom i kuglom.
Kasnije se usavršio u bacanju diska u kojemu je 2009. počeo ostvarivati prve značajnije uspjehe. 
Osvajanjem belgijskog juniorskog prvenstva 2010. postao je tek 4. belgijski junior koji se odlučio natjecati u bacanju diska. Time je postao i jedan od uspješnijih belgijskih juniora u cijeloj belgijskoj atletskoj povijesti.
Prvi put preko 60 metara bacio je tijekom 2013., te je s hicem od 61,81 metar postavio belgijski državni rekord. Iste godine, na Europskom prvenstvu u atletici do 23 godine u finskom Tampereu osvojio 5. mjesto. Tada je bacio 59,06 metara.